# Skibsted Sogn
Skibsted Sogn er et sogn i Rebild Provsti (Aalborg Stift).
I 1800-tallet var Lyngby Sogn anneks til Skibsted Sogn. Begge sogne hørte til Hellum Herred i Ålborg Amt. Skibsted-Lyngby sognekommune blev ved kommunalreformen i 1970 indlemmet i Skørping Kommune, der ved strukturreformen i 2007 indgik i Rebild Kommune.
I Skibsted Sogn ligger Skibsted Kirke.
I Skibsted Sogn findes følgende autoriserede stednavne:
- Bjerregårde (bebyggelse)
- Randrup (ejerlav, landbrugsejendom)
- Skibsted (bebyggelse, ejerlav)
- Svanfolk (bebyggelse, ejerlav)
- Svanfolk Bakker (bebyggelse)